# 除暴
《除暴》（前稱：限期破案）是2020年香港和中國大陸合拍的警匪動作片，改编自张君案，由劉浩良導演，是劉浩良繼《衝鋒車》後的第二部執導電影，王千源、吳彥祖領銜主演，春夏和衛詩雅主演。

## 剧情
影片改编自张君案。1990年代，刑警鍾诚受命追捕由悍匪张隼率领的犯罪集团“老鹰帮”。张隼集团在多地流窜作案，犯下累累罪行，还挑衅警方，态度十分嚣张。最终，经过10年的不懈努力，警方最终将张隼团伙抓拿归案。

## 演員
- 王千源 飾 鍾誠，刑警隊長（粤语配音：姜皓文[3]）
- 吳彥祖 飾 張隼，悍匪，代號「老鷹」
- 春夏 饰 杨文娟，张隼妻子
- 卫诗雅 饰 陈倩，女警
- 鲍起静 饰 张隼母亲，澡堂老板娘

## 制作
影片于2018年11月13日在广东省江门市正式开机，2019年1月杀青。取景地包括江门市、鹤山市和中山市。导演刘浩良在前期耗时数月搜集资料，又向当年办案的警察了解情况，确保真实还原历史。为了展现“拳拳到肉”的动作场面，主演王千源和吴彦祖曾因“打得太逼真”险些受伤。为了准备影片结尾的赤身肉搏戏，王千源和吴彦祖控制饮食将近40天，且每天到健身房锻炼。而饰演女警的卫诗雅突破形象，开拍前半年便开始晒黑，不护肤，甚至增肥，让角色形象更符合90年代女性的样貌。全片共使用枪支48支，空包弹6243发，爆破反应弹4312颗。
2020年9月24日，影片宣布从《限期破案》更名为《除暴》，配合扫黑除恶专项斗争的宣传需要。
影片主题曲《咬死不放》由张赫宣演唱；推广曲《对决》由《说唱新世代》冠军懒惰和热门选手圣代联合作词作曲及献唱。

## 发行
影片定档2020年11月20日上映，11月14日和15日点映。据网络售票平台淘票票和猫眼显示，点映后观众评分均为8.8分。11月20日，影片在澳大利亚和新西兰上映。犀牛娱乐的方正认为，影片将香港经典警匪片的剧情设定，创新性地放在内地90年代的语境来叙事，但效果并不为所有人认可。文化产业评论的安冬阳表示，影片前半部分用力过猛，后半部分剧情发展疲态明显，极大削减观影体验。不过，影片对1990年代市容市貌的还原获得赞扬，影片最后的澡堂赤膊战曾一度登上微博热搜榜。
由于2019冠状病毒病疫情导致电影行业大面积停摆，影片成为当时全球票房最高的电影，而在中国内地也是第46到47周的票房冠军。

### 票房
| 上一届： 《金刚川》 | 2020年中国内地一周票房冠军 第46-47週 | 下一届： 《如果声音不记得》 |

## 续集
2020年12月3日，影片续集《除暴II》正式公布，原班人马回归，导演刘浩良正在创作剧本。

## 獎項及提名
| 年度   | 颁奖典礼                       | 奖项           | 姓名         | 结果 |
| ------ | ------------------------------ | -------------- | ------------ | ---- |
| 2022年 | 第28屆香港電影評論學會大獎     | 最佳電影       | 《除暴》     | 提名 |
| 2022年 | 第28屆香港電影評論學會大獎     | 推薦電影       | 《除暴》     | 獲獎 |
| 2022年 | 第28屆香港電影評論學會大獎     | 最佳男演員     | 吳彥祖       | 提名 |
| 2022年 | 2021年度香港電影編劇家協會大奬 | 最佳角色演繹獎 | 吳彥祖       | 提名 |
| 2022年 | 2021年度香港電影編劇家協會大奬 | 推薦劇本獎     | 劉浩良、洪亮 | 提名 |
| 2022年 | 第40屆香港電影金像獎           | 最佳女配角     | 鮑起靜       | 提名 |
| 2022年 | 第40屆香港電影金像獎           | 新晉導演       | 劉浩良       | 提名 |

## 外部連結
- 香港影庫上《除暴》的資料（繁體中文）
- 豆瓣电影上《除暴》的資料 （简体中文）
- 时光网上《除暴》的資料（简体中文）
- 互联网电影数据库（IMDb）上《除暴》的资料（英文）